# KDB Cup
De KDB Cup is een internationaal Belgisch voetbaltoernooi voor spelers jonger dan 15 jaar, dat bestaat sinds 2016. Het tornooi vindt jaarlijks plaats eind mei, begin juni, op de terreinen van KVE Drongen in Drongen bij Gent. Kevin De Bruyne schonk zijn naam aan het tornooi en is betrokken bij de organisatie, die volledig in handen is van vrijwilligers.

## Ontstaan
Kevin De Bruyne is opgegroeid in Drongen. Hij liep er school en was tot 1999 aangesloten bij KVV Drongen, op dat moment een van de drie Drongense voetbalclubs. In 1999 ruilde hij de club voor KAA Gent. Als 14-jarige trok hij naar KRC Genk en verliet hij zijn geboortedorp. Hij ging op internaat in Genk. Zijn ouders en zus bleven in Drongen wonen. KVV Drongen smolt in 2003 samen met Eendracht Drongen 97 tot een nieuwe fusieclub KVE Drongen. Die club betrok in 2011 een nieuw complex aan sporthal Keiskant, op een steenworp van het ouderlijke huis van Kevin De Bruyne.
In 2014 kwamen Paul Naudts en Jeroen Verhille in een gesprek tot de conclusie om Kevin De Bruyne en zijn familie te betrekken bij de club. De organisatie van een internationaal jeugdtornooi was hun idee. Op 27 augustus 2015 zag de VZW KDB het levenslicht. Deze losstaande VZW zou in nauwe samenwerking met VZW KVE Drongen in 2016 de eerste editie organiseren.

## Finales[2]
| Jaar | Datum            | Winnaar                       | Uitslag     | Finalist            |
| ---- | ---------------- | ----------------------------- | ----------- | ------------------- |
| 2016 | 22 mei 2016      | SL Benfica                    | 5 – 1       | FK Austria Wien     |
| 2017 | 28 mei 2017      | FC Barcelona                  | 1 – 0       | RSC Anderlecht      |
| 2018 | 3 juni 2018      | RSC Anderlecht                | 0 – 0 (2-1) | AZ Alkmaar          |
| 2019 | 26 mei 2019      | Chelsea FC                    | 2 – 2 (3-2) | KRC Genk            |
| 2020 | 23 mei 2021      | niet gespeeld o.w.v. COVID-19 |             |                     |
| 2021 | 15 augustus 2021 | niet gespeeld o.w.v. COVID-19 |             |                     |
| 2022 | 29 mei 2022      | FC Barcelona                  | 3 – 1       | Real Madrid         |
| 2023 | 11 juni 2023     | FC Barcelona                  | 3 – 1       | Paris Saint-Germain |
| 2024 | 2 juni 2024      | Manchester City FC            | 2 – 1       | AA Gent             |
| 2025 | 1 juni 2025      | FC Barcelona                  | 2 – 1       | Club Brugge         |

## Edities

### 2016
Ranking :
1. SL Benfica
2. Austria Wien
3. Club Brugge KV
4. FC Barcelona
5. AZ Alkmaar
6. KRC Genk
7. Bayer 04 Leverkusen
8. KAA Gent
9. Vfl Wolfsburg
10. Odense Boldklub
11. Everton FC
12. Tottenham Hotspur FC
Beste Spelers
Beste doelman: Andreas Søndergaard (Odense Boldklub)
Topscorer: Abubacar Sidico Sambú Cabral, 4 goals (S.L. Benfica)
Beste speler: Umaro Embalo  (S.L. Benfica)

### 2017
Ranking :
1. FC Barcelona
2. RSC Anderlecht
3. KRC Genk
4. Chelsea FC
5. KAA Gent
6. Club Brugge KV
7. Arsenal FC
8. Olympique Marseille
9. SL Benfica
10. Odense BK
11. Paris Saint-Germain
12. AZ Alkmaar
Beste Spelers
Beste doelman: FC Barcelona, Ramon Vila Rovira (nr. 13)
Topscorer: RSC Anderlecht, Jeremy Doku (nr. 11)
Beste speler: FC Barcelona, Moriba Kourouma (nr. 8)

### 2018
Ranking :
1. RSC Anderlecht
2. AZ Alkmaar
3. Odense BK
4. Manchester City FC
5. FK Zenith Sint-Petersburg
6. Beşiktaş JK
7. Chelsea FC
8. Borussia Dortmund
9. KRC Genk
10. Club Brugge 
11. Paris Saint-Germain
12. KAA Gent
Beste Spelers
Beste speler: AZ Alkmaar, Fitz-Jim Kian (nr. 8)
Beste doelman: AZ Alkmaar, Deen Daniël (nr. 1)
Topscorer: Manchester City, McNeil Charlie (nr. 7)

### 2019
Ranking :
1. Chelsea FC
2. Racing Genk
3. Feyenoord Rotterdam
4. PSV Eindhoven
5. FC Barcelona
6. FC Bayern München
7. Odense BK
8. RSC Anderlecht
9. Paris Saint-Germain
10. Club Brugge 
11. Manchester City
12. KAA Gent
Beste Spelers
Beste doelman: Josh Clarke – Chelsea (nr. 1)
Topscorer: Alarcon Galiot Angel – Barcelona (nr. 7)
Beste speler: Charlie Webster – Chelsea (nr. 6)

### 2022
Ranking : 
1. FC Barcelona
2. Real Madrid CF
3. KRC Genk
4. Manchester City FC
5. Club Brugge
6. Ajax
7. Paris Saint-Germain
8. Lille OSC
9. RSC Anderlecht
10. KAA Gent
11. Chelsea FC
12. Borussia Dortmund
Beste Spelers
Beste speler: Barcelona, Hernandez Torres Juan (nr. 10)
Beste doelman: Chelsea, Sands Hudson (nr. 13)
Topscorer: Ajax, Unuvar Emre (nr. 9)

### 2023
Ranking :
1. FC Barcelona
2. Paris Saint-Germain
3. SE Palmeiras
4. Club Brugge
5. KAA Gent
6. Ajax
7. Odense BK
8. Mamelodi Sundowns
9. RB Leipzig
10. Real Madrid
11. Manchester City
12. Bayern München

Beste Spelers
Beste speler: Barcelona,  Guillermo Fernandez Casino (nr. 10)
Beste Doelman: KAA Gent, Bas evers
Topscorer: Palmeiras, Luca Gabriel De Oliviera Lima, 6 goals

### 2024
Ranking :
1. Manchester City
2. KAA Gent
3. SE Palmeiras
4. KRC Genk
5. FC Barcelona
6. PSV
7. Manchester United
8. RB Leipzig
9. Anderlecht
10. Club Brugge
11. FC Chelsea FC
12. Rangers FC

Beste Spelers
Beste speler: Gianluca Okon, Club Brugge
Beste Doelman: Lucas Alvadaro, Manchester City
Topscorer: Floyd Samba, Manchester City, 4 goals.

### 2025
Ranking :
1. FC Barcelona
2. Club Brugge
3. Paris Saint-Germain
4. FC Chelsea FC
5. Bayern Munchen
6. Manchester City
7. Bayer Leverkusen
8. Anderlecht
9. KAA Gent
10. PSV
11. Lille OSC
12. KRC Genk

Beste Spelers
Beste speler: Hugo Garces Lagunas, FC Barcelona
Beste Doelman: Yaron Ommer, Bayer Leverkusen
Topscorer: Matteo Soria, Club Brugge.